# Rolando Villazón
Rolando Villazón, właśc.  Emilio Rolando Villazón Mauleón (ur. 22 lutego 1972 w Meksyku) – meksykańsko-francuski tenor.

## Życiorys
Wychował się w Meksyku i tam rozpoczął studia muzyczne w Państwowym Konserwatorium Muzycznym. Następnie dostał się do programu dla młodych artystów w Pittsburghu oraz w Operze w San Francisco. Publiczności i krytyce dał się poznać dzięki zwycięstwom w licznych, prestiżowych konkursach w kategorii opery i zarzueli.
W Europie zadebiutował w 1999 jako Des Grieux w Manon Masseneta w Teatro Carlo Felice w Genui.
Następnie występował w Operze Paryskiej, jako Alfredo w La traviata Verdiego i Staatsoper w Berlinie jako Macduff w Makbecie Verdiego oraz w Bayerische Staatsoper w Monachium i Staatsoper w Wiedniu.
W 2005 zadebiutował na Festiwalu w Salzburgu, jako Alfredo w La traviata obok Anny Netrebko.
W 2007 podpisał kontrakt z Deutsche Grammophon.
Od 2007 mieszka we Francji, gdzie przyjął obywatelstwo francuskie.
W 2007 zaczął mieć problemy wokalne, musiał odwołać kilka występów, w 2009 przeszedł operację gardła, a na scenę powrócił w 2010.
Rolando Villazón występuje w największych teatrach operowych świata i nagrywa dla najważniejszych wytwórni muzycznych. Jest uznawany za jednego z największych żyjących tenorów.

## Dyskografia
- Romeo y Julieta CD (2002), Radiotelevisión Española
- Der Fliegende Holländer CD (2002), Teldec Classics
- Berlioz: La Révolution Grecque CD (2004), EMI Classics
- Italian Opera Arias CD (2004), Virgin Classics
- Gounod & Massenet Arias CD (2005), Virgin Classics
- Tristan und Isolde CDs and DVD (2005), EMI Classics
- Don Carlo 2 DVDs (2005), Opus Arte
- La Traviata CD (2005), Deutsche Grammophon
- Merry Christmas (Soundtrack) CD (2005), Virgin Classics
- Opera Recital CD; bonus edition with DVD (2006), Virgin Classics
- La Traviata DVD; premium 2-DVD edition (behind the scenes, rehearsals, introduction to the opera etc.) (2006), Salzburger Festspiele 2005, Deutsche Grammophon
- La Bohème DVD (2006), Bregenzer Festspiele 2002, ORF + Capriccio
- Monteverdi: Il Combattimento CD; bonus edition with DVD (2006), Virgin Classics
- Donizetti: L’elisir d’amore DVD (2006), Virgin Classics
- The Berlin Concert: Live from the Waldbühne DVD (2006), Deutsche Grammophon
- Gitano CD; bonus edition with DVD (February 2007), Virgin Classics
- Duets featuring Rolando Villazón and Anna Netrebko CD; bonus edition with DVD (March 2007), Deutsche Grammophon
- Viva Villazón – Rolando Villazón – Best Of CD (2007), Virgin Classics
- La Bohème Live recording CD (two disk set) (2008), Deutsche Grammophon
- Romeo et Juliette 2 DVDs (Salzburger Festspiele 2008) (2009), Deutsche Grammophon
- Georg Friedrich Händel CD/CD+DVD,(2009) Deutsche Grammophon
- La Bohème DVD (2009)